# Elena di Arzamas
Elena Afanasievna Diartiev (... – 28 marzo 1820) fu una "Stolta in Cristo" venerata come santa dalla Chiesa ortodossa russa, che la ricorda il 28 marzo.

## Biografia
Di origine nobile, decise in giovanissima età di prendere i voti monastici. Contrastata nel suo proposito dalla famiglia, che la voleva sposata a un ricco nobile del luogo, chiese sostegno al monaco Nazarij, uomo di fede ai tempi famoso per aver ricostruito il monastero di Valaam. Questi prima cercò di convincere i genitori di Elena a rispettare le scelte della figlia poi, fallito il suo compito, consigliò alla stessa la strada della "Stoltezza in Cristo", strada seguita da coloro i quali, seguendo la lettera evangelica (Prima lettera ai Corinti 1:18-24, 2:14,  3:18-19) vivevano di carità simulando pazzia, disprezzando il proprio corpo e credendo in tal modo di prendere parte alla Passione di Cristo. 
La raccolta di vite dei santi Molitvennizy zemli Russkoi narra come, il giorno del matrimonio, prima avesse manifestato davanti all'altare la propria contrarietà ad essere legata in nozze con un uomo quindi, durante il pranzo di nozze, fosse saltata fuori da una finestra iniziando a rotolarsi nel fango. Fuggito lo sposo la famiglia la rinchiuse in casa. 
Ogniqualvolta riusciva a scappare la giovane riversava la propria rabbia sulle bancarelle dei mercanti che incontrava per strada rovesciandole, tanto che, dopo quattro anni, i genitori decisero di farla rinchiudere nel manicomio di Novgorod e, successivamente, nel monastero di San Nicola della città di Arzamas. Qui Elena calmò le proprie intemperanze e si fece ben volere sia dalle altre monache che dai laici che visitavano il monastero, che riconoscevano in lei il dono della chiaroveggenza. 
Non cessò tuttavia la sua "Stoltezza": si dice infatti che non dormisse mai e che era solita, ogni qualvolta si cibava, mescolare in un pastone unico tutto quello che gli era posto davanti. Soleva inoltre portare spesso in mano un fazzoletto che svolgeva e avvolgeva in continuazione o un vaso di gerani. Morì il 28 marzo 1820.